# Dumajr ar-Ramadan
Dumajr ar-Ramadan – wieś w Syrii, w muhafazie Damaszek. W 2004 roku liczyła 1768 mieszkańców.